# Hypocoliidae
El hipocolio (Hypocolius ampelinus) es una especie ave paseriforme que vive en Medio Oriente. Es el único miembro del género Hypocolius y de la familia Hypocoliidae. 
Es un pájaro migratorio que cría en el área de Irak, Irán, Pakistán y Turkmenistán, y pasa el invierno principalmente cerca del mar Rojo, el golfo Pérsico y las costas de Arabia. 

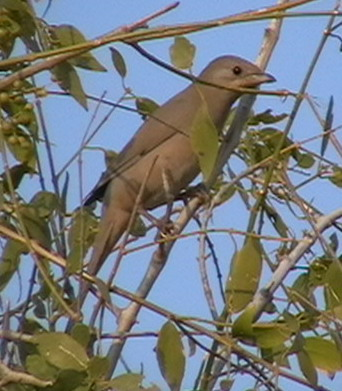
Hembra sobre un árbol de Salvadora persica.

Se encuentra en arbustos y matorrales, también en palmerales y en jardines. No son especialmente raros.
La forma y el plumaje suave del hipocolio recuerdan los de los Bombycillidae. Son mayormente de un color gris uniforme, los machos con una máscara triangular negra alrededor de los ojos. Tienen plumas remeras primarias negras con puntas blancas y en las plumas de la cola puntas negras.
Estas aves comen bayas y algunos insectos. Ponen 3 a 4 huevos en nidos que construyen en arbustos.
Sus relaciones de parentesco no son claras. Podrían estar relacionados con los Bombycillidae y algunas autoridades los ponen en esa familia, pero otros creen que los parientes más próximos son los Pycnonotidae.

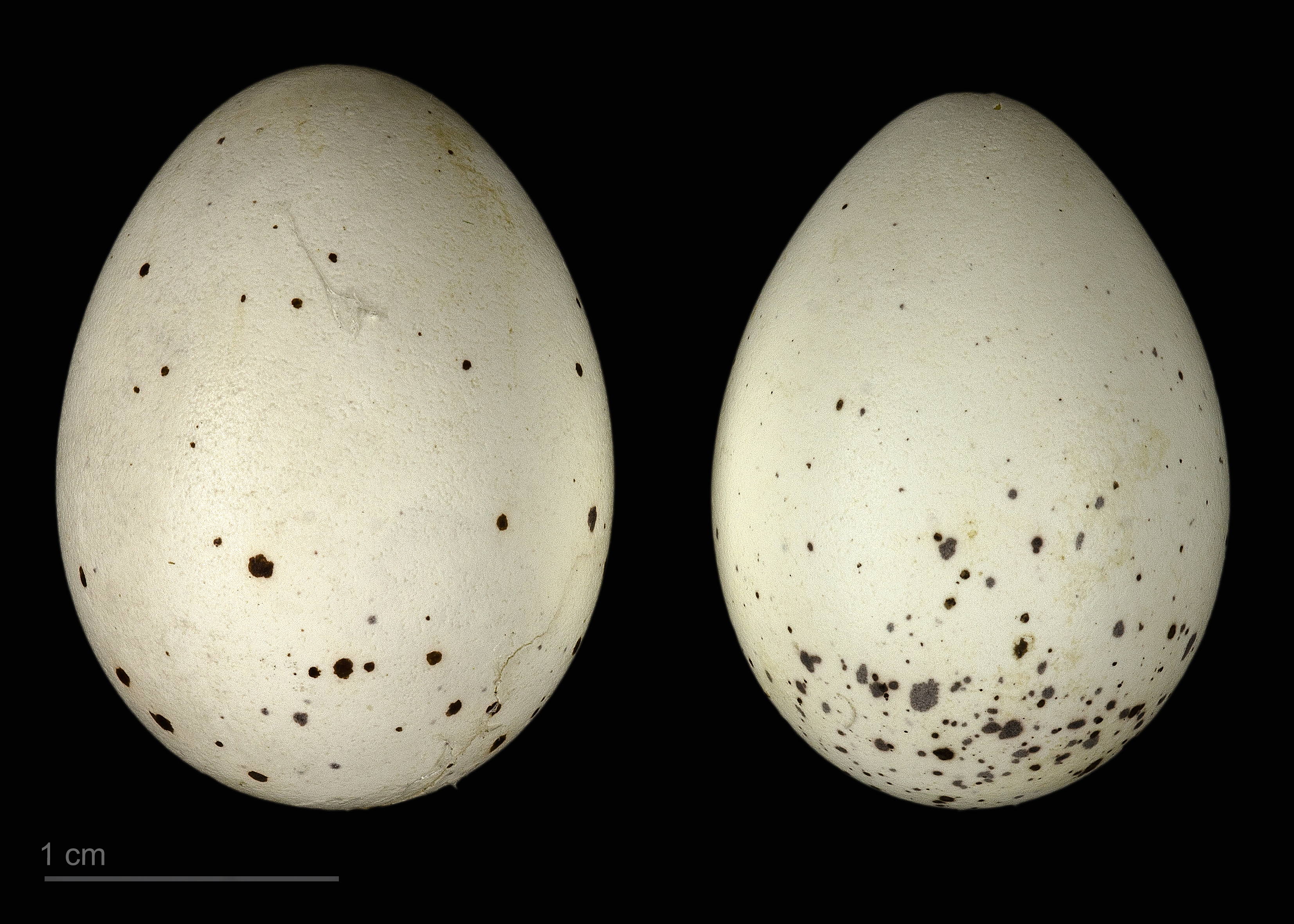
Hypocolius ampelinus - MHNT